# Ius Humani
Ius Humani es una revista jurídica editada desde el año 2008. Es una plataforma abierta a los investigadores de todo el mundo, en todos los idiomas, donde se publican estudios originales sobre los derechos del ser humano (naturales, humanos o constitucionales) y sobre los procedimientos más efectivos para su protección, tanto desde la perspectiva filosófica, como la de la normativa superior del ordenamiento jurídico. En este sentido, la finalidad de Ius Humani es la difusión del conocimiento, la reflexión y el debate científico desde diversas perspectivas de análisis jurídico.
Los artículos son sometidos al proceso de arbitraje doble y anónimo. La Revista telemática es de publicación continua, por lo que se publican los artículos en Web inmediatamente después de su aceptación. La versión de la impresa es anual desde el año 2016 (antes era bianual). Está publicada Universidad de Los Hemisferios y su director ha sido desde el inicio el Dr. Juan Carlos Riofrío Martínez-Villalba.
Además la revista publica los trabajos ganadores del Premio Juan Larrea Holguín.
Ius Humani tiene una gran difusión en el mundo científico. Se encuentra en sistemas como Latindex, DRJI, OCLC Worldcat Digital Collection Gateway, Miar, Saif, ULRICHS, JournalTOCs, UIFactor, OAJI, e-Revistas, Google Scholar, Directory of Open Access Journals, I2OR, SJournal Index, EBSCO Legal Source, Academic Search Premier, ERIH Plus, Heinonline, Dialnet, VLex y en muchos otro catálogos y portales (COPAC, SUDOC, JournalGuide, etc.).